# Острекин, Михаил Емельянович
Михаил Емельянович Острекин (23 мая [5 июня] 1904, дер. Козловка, Смоленская губерния — 13 марта 1977, Ленинград) — начальник отделения геофизики Арктики Арктического и Антарктического научно-исследовательского института Главного управления Главного северного морского пути, Герой Советского Союза. Автор более 80 печатных работ.

## Биография
Родился 23 мая (5 июня) 1904 года в дер. Козловка Смоленского уезда Смоленской губернии в крестьянской семье. Русский.
В 1921 году окончил рабфак Смоленского политехнического института, а через год — первый курс этого института. Жил в Ленинграде. С октября 1925 года по май 1926 года студент Ленинградского государственного университета Михаил Острекин работал старшим наблюдателем в Слуцкой (Павловской) магнитной обсерватории.
В июне 1926 года был зачислен Гидрографическим управлением Военно-Морского Флота в штат Полярной геофизической обсерватории на Новой Земле (станция «Маточкин Шар»), где трудился в должности геофизика-магнитолога до октября 1927 года. Возвратившись с зимовки, продолжил обучение на физико-математическом факультете ЛГУ, который окончил в марте 1930 года.
С апреля 1930 года по апрель 1931 года М. Е. Острекин — сотрудник Государственного гидрологического института. В должности производителя работ и начальника отряда гидрологических изысканий он проводил гидрологические наблюдения в Средней Азии. В 1930 году принимал участие в Генеральной магнитной съемке СССР, а в 1934—1938 годах работал в экспедициях Главного управления Главного северного морского пути.
С 1939 года — сотрудник Арктического и Антарктического научно-исследовательского института ГУ Главсевморпути. В 1941 году участвовал в выдающейся воздушной экспедиции на самолёте «СССР Н-169» в район Северного полюса, являвшийся совершенно неисследованной частью Центральной Арктики.
С 1942 года — руководитель отделения геофизики, в 1946 году защитил кандидатскую диссертацию.
Острекин М. Е. был научным руководителем высокоширотных воздушных экспедиций — «Север-2», «Север-4», «Север-5», «Север-6», «Север-7» и «Север-8», результатом которых явилось обследование Арктического бассейна, включая район Северного полюса, моря Бофорта, океанских акваторий вблизи Аляски, Канады и Гренландии, открытие подводного хребта Ломоносова и Канадско-Таймырской магнитной аномалии.
С 1959 года Острекин участвовал в исследовании Антарктики и в составе 3-й Советской антарктической экспедиции стал начальником геофизического отряда, а затем — руководителем отделения антарктических исследований Арктического и Антарктического научно-исследовательского института ГУ Главсевморпути.
Умер 13 марта 1977 года в Ленинграде. Похоронен на Большеохтинском кладбище Санкт-Петербурга.
Сын — Михаил (1953—2003).
Дочка — Инга (1934—2020)
Внучка — Ксения (1982)

### Интересный факт
23 апреля 1948 года Павел Афанасьевич Гордиенко, Павел Кононович Сенько, Михаил Михайлович Сомов и Михаил Емельянович Острекин были доставлены самолётом на точку с координатами 90 градусов северной широты. Затем тот же самолёт забрал их обратно уже в качестве первых в мире людей, с абсолютной достоверностью побывавших в этой точке Северного полюса.

## Награды и звания
- Указом Президиума Верховного Совета СССР от 6 декабря 1949 года («закрытым») за отвагу и героизм, проявленные при выполнении специального задания правительства, Острекину Михаилу Емельяновичу присвоено звание Героя Советского Союза с вручением ордена Ленина и медали «Золотая Звезда» (№ 6626).
- Награждён орденом Ленина, двумя орденами Трудового Красного Знамени, орденом «Знак Почёта», медалью «За трудовую доблесть» (03.05.1940, «за выдающиеся заслуги в деле освоения Северного Морского Пути и районов Крайнего Севера, а также за образцовую и самоотверженную работу в период арктических навигаций 1938 и 1939 годов») другими медалями.
- Удостоен званий «Почётный полярник», «Отличник Гидрометслужбы СССР».

## Память
- В РГАКФД хранятся материалы, посвящённые М. Е. Острекину[3].